# Jan Karel Sedlnický z Choltic
Jan Karel Sedlnický z Choltic (německy Johann Karl, Graf Sedlnitzky von Choltitz, 14. května 1781 – 11. listopadu 1858) byl český šlechtic ze slezské linie svobodných pánů Sedlnických z Choltic.

## Život
Narodil se jako syn hraběte Josefa Antonína Sedlnického a jeho manželky, Josefy hraběnky Haugvicové z Biskupic.
Měl čtyři sourozence: bratry Josefa, který byl policejním prezidentem a ředitelem cenzurního úřadu ve Vídni, Leopolda, který byl vratislavským kníže-biskupem a sestru Annu.
Jan Karel působil v pruských službách a zemřel jako královský zemský rada.
Jeho majekty v Pruském Slezsku převzali synové Heřman a Karel, kteří byli povýšení pruským králem s predikátem von Choltitz. Také oni užívali starý erb odřivous Sedlnických, jen s tím rozdílem, že vějíř pavích per není propíchnut šipkou s vousy.